# Scoturius
Scoturius Simon, 1901 è un genere di ragni appartenente alla famiglia Salticidae.

## Distribuzione
L'unica specie nota di questo genere è stata rinvenuta in Argentina, in località Santa Maria, nella provincia di Misiones; e in Paraguay, nel distretto di Asunción.

## Tassonomia
A maggio 2010, si compone di una specie:
- Scoturius tigris Simon, 1901[3] — Paraguay, Argentina

### Nomen dubium
- Scoturius taeniatus Mello-Leitão, 1917 è da ritenersi nomen dubium a seguito di uno studio dell'aracnologa Galiano del 1988[2]